# رونالد ويلسون (قاضي)
رونالد ويلسون (بالإنجليزية: Ronald Wilson)‏ هو قاضي أسترالي، ولد في 23 أغسطس 1922 في جيرالدتون في أستراليا، وتوفي في 15 يوليو 2005 في برث في أستراليا.